# Rocky Mound
Rocky Mound è un centro abitato degli Stati Uniti d'America, situato nella contea di Camp dello Stato del Texas.

## Geografia fisica
Rocky Mound è situata a 33°02′03″N 95°02′04″W (33.034298, -95.034431).
Secondo lo United States Census Bureau, ha un'area totale di 0,4 miglia quadrate (1,0 km²).

## Società

### Evoluzione demografica
Secondo il censimento del 2000, c'erano 93 persone, 41 nuclei familiari, e 30 famiglie residenti nella città. La densità di popolazione era di 228,3 persone per miglio quadrato (87,6/km²). C'erano 62 unità abitative a una densità media di 152,2 per miglio quadrato (58,4/km²). La composizione etnica della città era formata dal 50,54% di bianchi, il 45,16% di afroamericani, il 2,15% di nativi americani, l'1.08% di altre razze, e l'1.08% di due o più etnie. Ispanici o latinos di qualunque razza erano il 6,45% della popolazione.
C'erano 41 nuclei familiari di cui il 31,7% avevano figli di età inferiore ai 18 anni, il 51,2% erano coppie sposate conviventi, il 17,1% aveva un capofamiglia femmina senza marito, e il 26,8% erano non-famiglie. Il 26,8% di tutti i nuclei familiari erano individuali e il 14,6% aveva componenti con un'età di 65 anni o più che vivevano da soli. Il numero di componenti medio di un nucleo familiare era di 2,27 e quello di una famiglia era di 2,73.
La popolazione era composta dal 26,9% di persone sotto i 18 anni, il 5,4% di persone dai 18 ai 24 anni, il 23,7% di persone dai 25 ai 44 anni, il 25,8% di persone dai 45 ai 64 anni, e il 18,3% di persone di 65 anni o più. L'età media era di 40 anni. Per ogni 100 femmine c'erano 97,9 maschi. Per ogni 100 femmine dai 18 anni in giù, c'erano 83,8 maschi.
Il reddito medio di un nucleo familiare era di 23.125 dollari, e quello di una famiglia era di 24.063 dollari. I maschi avevano un reddito medio pro capite di 36.250 dollari contro i 20.781 dollari delle femmine. Il reddito medio pro capite era di 12.382 dollari. Nessuno era sotto la soglia di povertà.